# Manniella
Manniella es un género de orquídeas de hábitos terrestres. Tiene dos especies. Es originario del oeste de África.  Es el único miembro de la subtribu Mannielinae.

## Descripción
Tiene las hojas moteadas y es muy parecido al género Cyclopogon.

## Etimología
El género fue nombrado en honor del botánico alemán Gustav Mann.

## Especies
| - Manniella gustavi Rchb. - Manniella cypripedioides Salazar & al. |